# Adam Simon
Adam Simon (Chicago, 6 febbraio 1962) è un regista e sceneggiatore statunitense.

## Filmografia

### Sceneggiatore e regista
- Brain Dead (1990)
- Carnosaur - La distruzione (Carnosaur) (1993)
- The Typewriter, the Rifle & the Movie Camera - documentario (1996)
- The American Nightmare - documentario (2000)

### Regista
- Passione fatale 2 (Body Chemistry II: The Voice of a Stranger) (1992)
- Directors on Directors - serie TV documentario (1997)

### Sceneggiatore
- Bones (2001)
- Il messaggero - The Haunting in Connecticut (The Haunting in Connecticut)
- BlackBoxTV - serie TV, 1 episodio (2012)
- Salem - serie TV, in produzione (2014)

### Produttore
- Sorvegliato speciale (Lock Up) - co-produttore (1989)
- The Spectre of Hope (2000)
- Salem - serie TV, in produzione (2014)

### Attore
- Horror Baby (1991)
- Bob Roberts (1992)